# Codi ATC B02
El  codi ATC B02, descrit com Antihemorràgics, és una subgrup terapèutic de l'Anatomical, Therapeutic, Chemical Classification System (ATC). La classificació ATC és un sistema de codis alfanumèric desenvolupat per l'Organització Mundial de la Salut (OMS) per als fàrmacs i altres productes sanitaris. El subgrup B02 és part del grup anatòmic B Sang i òrgans hematopoètics.

Els codis per a ús veterinari (codis ATCvet) poden han estat creats afegint la lletra Q davant dels codis ATC humans: QB02... 
Les adaptacions estatals de la classificació ATC poden incloure codis addicionals no presents en aquesta llista, que segueix la versió de l'OMS.

## B02AAntifibrinolítics
B02A A Aminoàcids
B02A B Inhibidors de proteïnasa

## B02B Vitamina K i altres d'hemostàtics
B02B A Vitamina K
B02B B Fibrinogen
B02B C Hemostàtics locals
B02B D Factors de la coagulació sanguínia
B02B X Altres hemostàtics sistèmics